# キア・シューマ
シューマ（Shuma）は起亜自動車が生産した乗用車である。2代目セフィアの5ドアハッチバック版で、ヒュンダイ・ティブロンが開拓したスペシャリティカー市場への参入を目指して開発された。

## 概要
1997年12月5日にリリースされた。ツインヘッドランプにより6代目セリカを盗作したという疑惑を受けた。エンジンは1.5L SOHC 、1.5L DOHC、1.8L DOHCの3つを載せており、韓国のモータースポーツ界にも参入した。2000年11月2日にフェイスリフト版であるスペクトラウィングの発売により中止された。なお、中国ではフォルテクープとK3クープが「シューマクープ」として販売されている。
- 全長（mm）   ：4,475
- 全幅（mm）   ：1,700
- 全高（mm）   ：1,410
- ホイールベース（mm）   ：2,560
- トレッド（前、mm）   ：1,465
- トレッド（後、mm）   ：1,455
- 乗車定員  ：5人
- 変速機  ：5段MT/4段AT

| 区分                      | 1.5 SOHC    | 1.5 DOHC     | 1.8 DOHC     |
| ------------------------- | ----------- | ------------ | ------------ |
| 燃料                      | ガソリン    | ガソリン     | ガソリン     |
| 排気量（cc）              | 1,498       | 1,498        | 1,793        |
| 最高出力（ps / rpm）      | 90 / 5,500  | 101 / 5,000  | 130 / 6,000  |
| 最大トルク（kg・m / rpm） | 13.1 / 3000 | 14.0 / 4,000 | 17.0 / 4,000 |
| 燃費（km / l）            | 15.2（MT）  | 15.3（MT）   | 13.6（MT）   |

## 車名の由来
- ラテン語で「最高、最強」の意味。